# 不堪佃田奏
不堪佃田奏（ふかんでんでんそう）とは、平安時代の朝廷の儀式の一つで、毎年9月7日に行われた。不堪佃田を審査するために実施されている。

## 概要
9世紀になると、不堪佃田が急増し、対策として律令国家は不堪佃田使を派遣して、その増加を防ごうとした。その一環として成立した制度で、『西宮記』によると、「荒奏」（あらそう）といって、毎年諸国から8月30日以前に弁官に提出された坪付帳が、9月7日に一の大臣により、国司からの申告通りに朝廷に奏上された。その後、公卿による議論を経て、「和奏」（にぎそう）といって、国司からの不堪佃田の坪付帳を旧年と比較し、使を派遣すべきかいなか、国司の申請を認否するかどうかなどの結果が定文としてまとめられ、朝廷に奏上されたという。
11世紀になると、不堪佃田を申告する国を35ヶ国に固定するなどし、形骸化がすすんだ。